# Xylocopa hottentotta
Xylocopa hottentotta är en biart som beskrevs av Smith 1854. Xylocopa hottentotta ingår i släktet snickarbin, och familjen långtungebin. Inga underarter finns listade i Catalogue of Life.